# Lijst van personen geboren in Dallas (Texas)
Dit is een chronologische lijst van personen geboren in Dallas (Texas).

## Geboren in Dallas

### 1900–1919
- Bebe Daniels (1901-1971), actrice

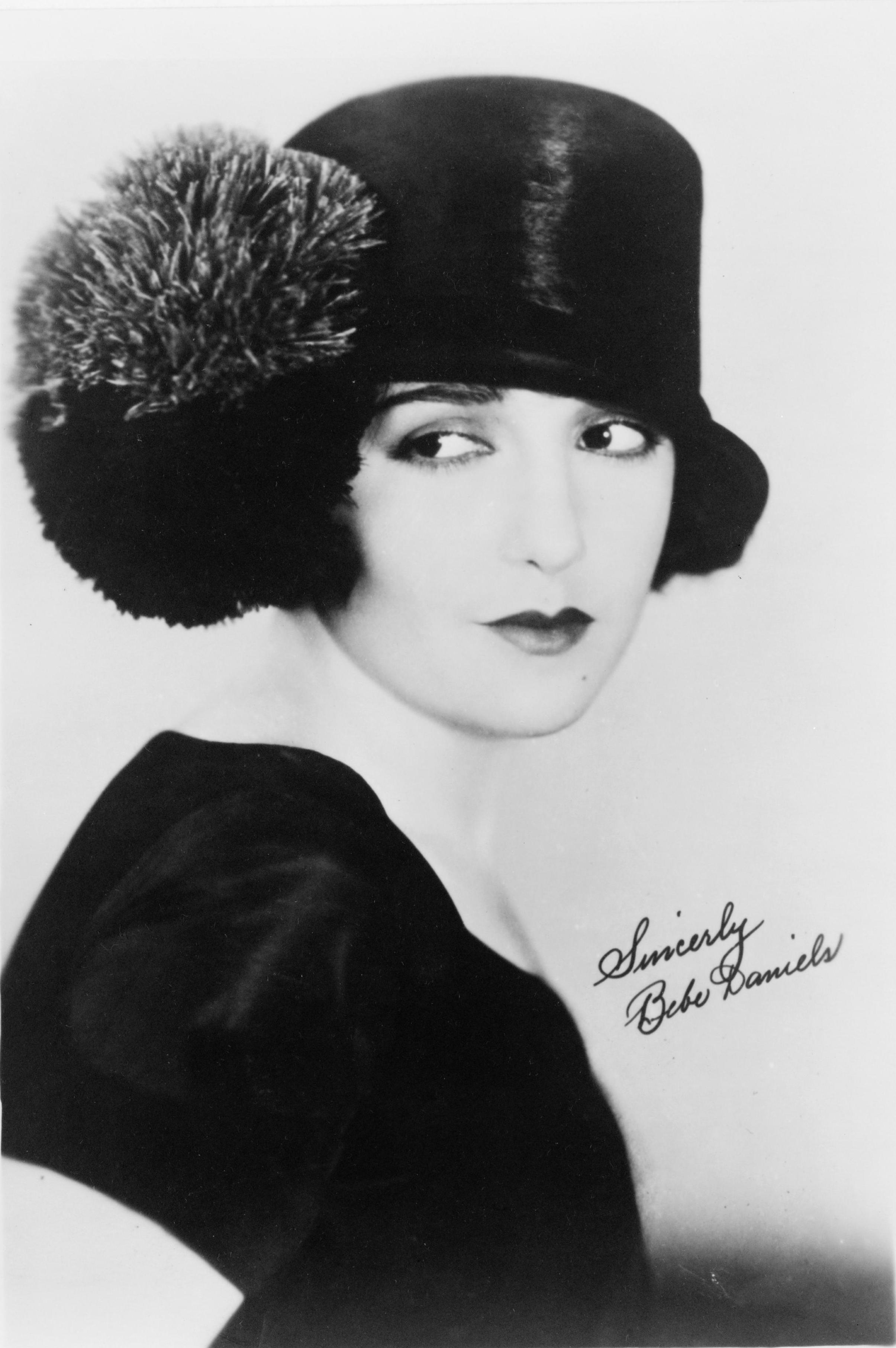
Actrice Bebe Daniels (1901–1971)

- Dorothy Janis (1910-2010), actrice
- Martha Rogers (1914-1994), verpleegkundige, onderzoeker, theoreticus en auteur
- Najeeb Halaby (1915-2003), zakenman en vader van de Jordaanse koningin Noor
- Bill Clements (1917-2011), gouverneur van Texas (1979-1983, 1987-1991) en onderminister

### 1920–1929

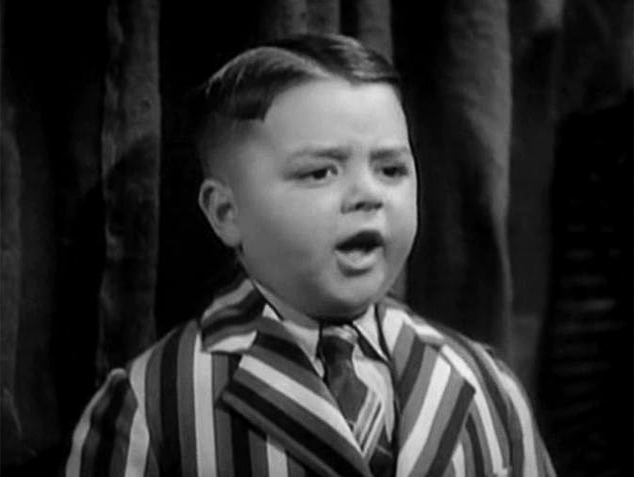
Kindacteur George McFarland (1928–1993)

- Jimmy Giuffre (1921-2008), jazzcomponist en jazzmuzikant
- James Noble (1922-2016), acteur en filmproducent
- Aaron Spelling (1923-2006), film- en tv-producent alsmede scriptschrijver
- Red Garland (1923-1984), jazzpianist
- Linda Darnell (1923-1965), actrice
- William Wakefield Baum (1926-2015), kardinaal
- George McFarland (1928-1993), acteur

### 1930–1939

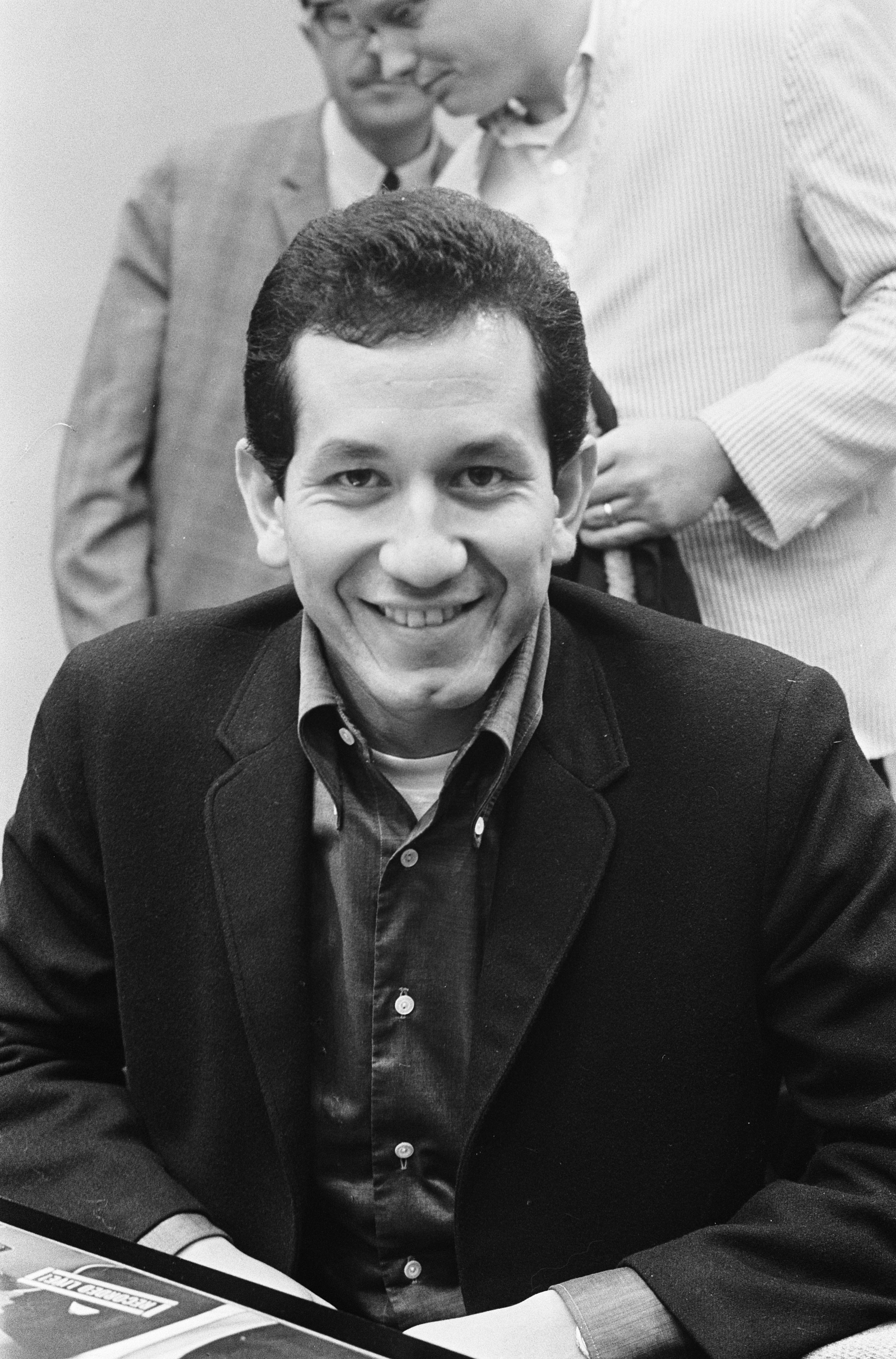
Zanger Trini Lopez (1937-2020)

- Cedar Walton (1934-2013), jazzpianist
- K Callan (1936), actrice
- Domingo Samudio (1937), zanger
- Trini Lopez (1937-2020), zanger
- Tommy Snuff Garrett (1939-2015), muziekproducent
- Lee Trevino (1939), golfspeler

### 1940–1949
- Sharon Tate (1943-1969), actrice

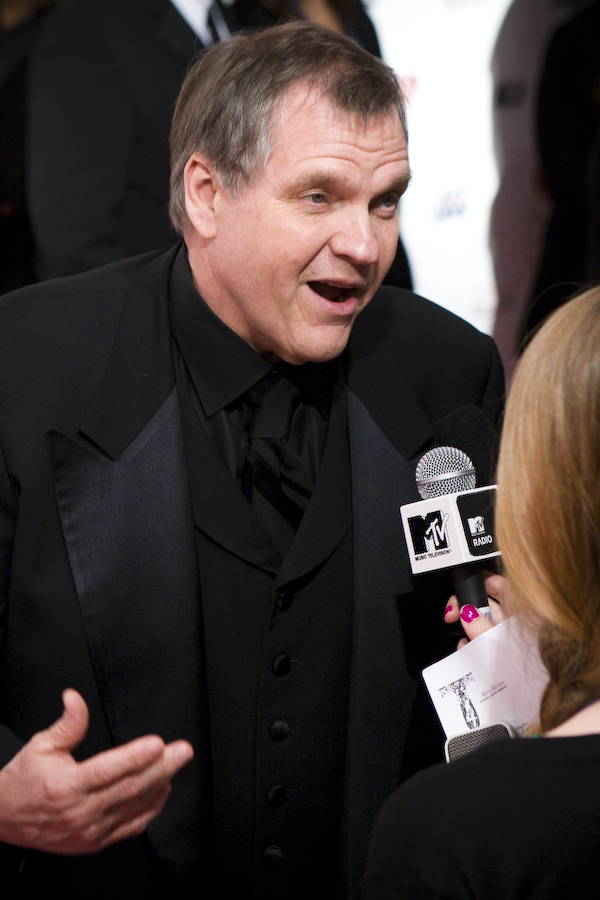
Zanger en acteur Meat Loaf (1947-2022)

- Tom Jones (1943-2015), autocoureur
- Stephen Stills (1945), gitarist en singer-songwriter (zie o.a. Buffalo Springfield en Crosby, Stills & Nash (and Young))
- Michael Martin Murphey (1945), singer-songwriter, gitarist, producent en acteur
- William Fisher (1946), astronaut
- Meat Loaf (1947-2022), zanger en acteur
- Dusty Hill (1949-2021), bassist en medezanger van ZZ Top

### 1950–1959
- Morgan Fairchild (1950), actrice
- Stephen Tobolowsky (1951), acteur, regisseur, componist
- Victor Willis (1951), zanger, songwriter en acteur
- Bobbi Jo Lathan (1951), actrice en auteur
- Christopher Rich (1953), acteur
- Jeffrey S. Ashby (1954), astronaut
- E. Allen Emerson (1954-2024), informaticus
- Stevie Ray Vaughan (1954-1990), bluesgitarist
- Jim King (1955-1986), pornoacteur
- Bill Scanlon (1956), tennisser
- Louise Ritter (1958), hoogspringster
- Rebecca Holden (1958), actrice, zangeres en entertainer
- Chris Ellis (1959), acteur
- Glenn Morshower (1959), acteur
- Anne Smith (1959), tennisspeelster
- Larry Poindexter (1959), acteur en zanger

### 1960–1969

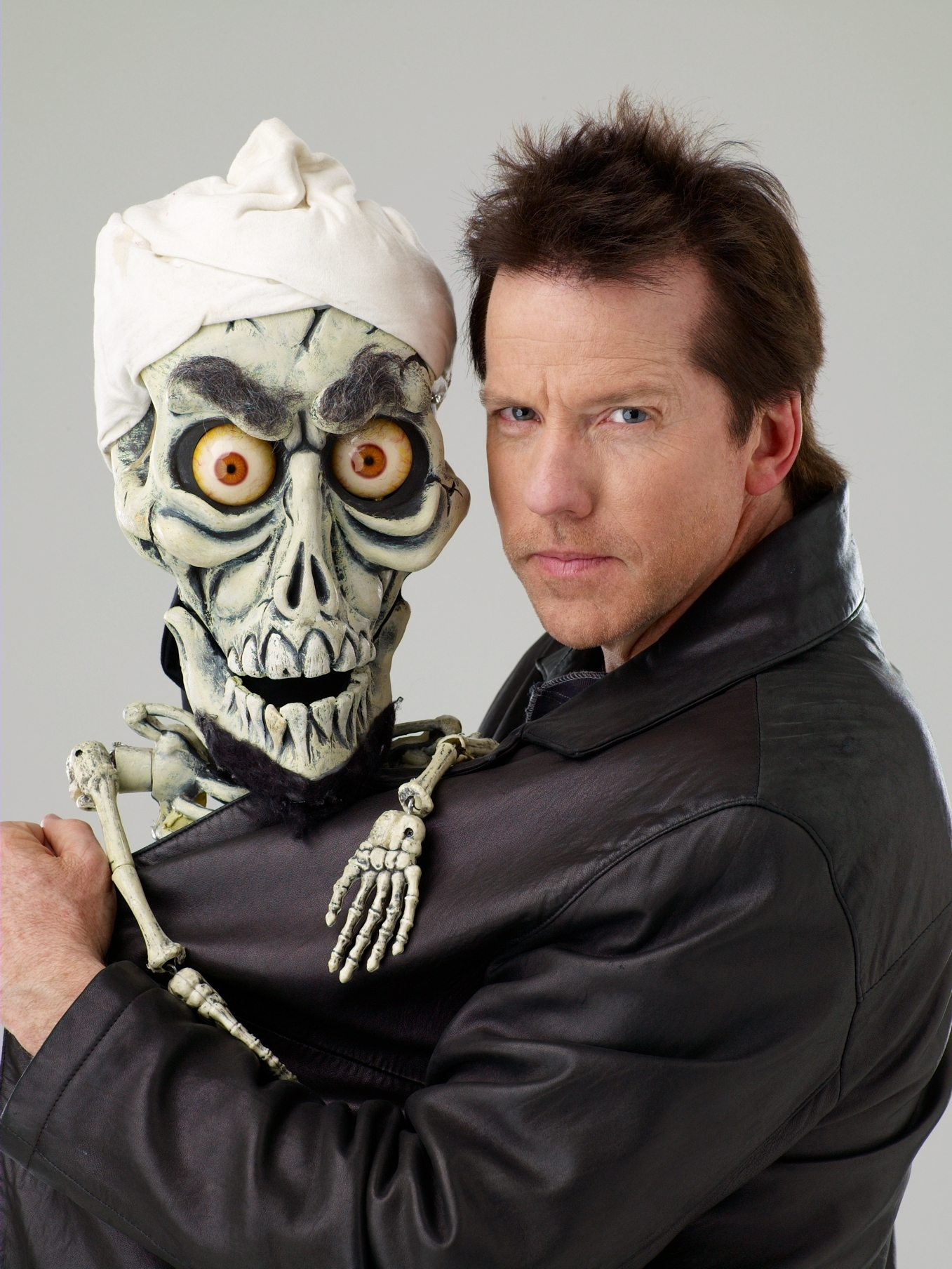
Buikspreker en stand-upcomedian Jeff Dunham (1962)

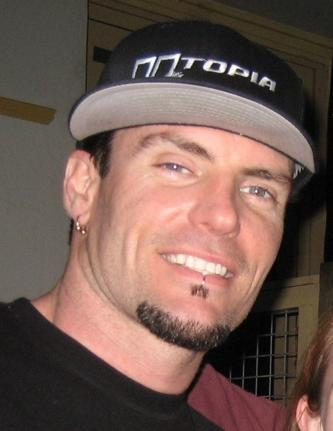
Rapper Vanilla Ice (1967)

- Regina Taylor (1960), actrice en toneelschrijfster
- Billy Maddox (1961), acteur
- Jeff Dunham (1962), buikspreker en stand-upcomedian ("Silence! I kill you!")
- Geoff Gaberino (1962), zwemmer
- Michelle Shocked (1962), singer-songwriter
- Jeff Abbott (1963), schrijver
- Scott Verplank (1964), golfspeler
- Stacey Travis (1964), actrice
- William McNamara (1965), acteur
- Mark Dodd (1965), voetballer
- Dimebag Darrell (1966-2004), metalgitarist
- Robin Wright (1966), actrice
- Michael Johnson (1967), atleet en olympisch kampioen
- Vanilla Ice (1967), rapper
- James Lankford (1968), senator voor Oklahoma
- Owen Wilson (1968), acteur
- Max Burnett (1969), scenarioschrijver, producent en regisseur

### 1970–1979
- Erykah Badu (1971), zangeres

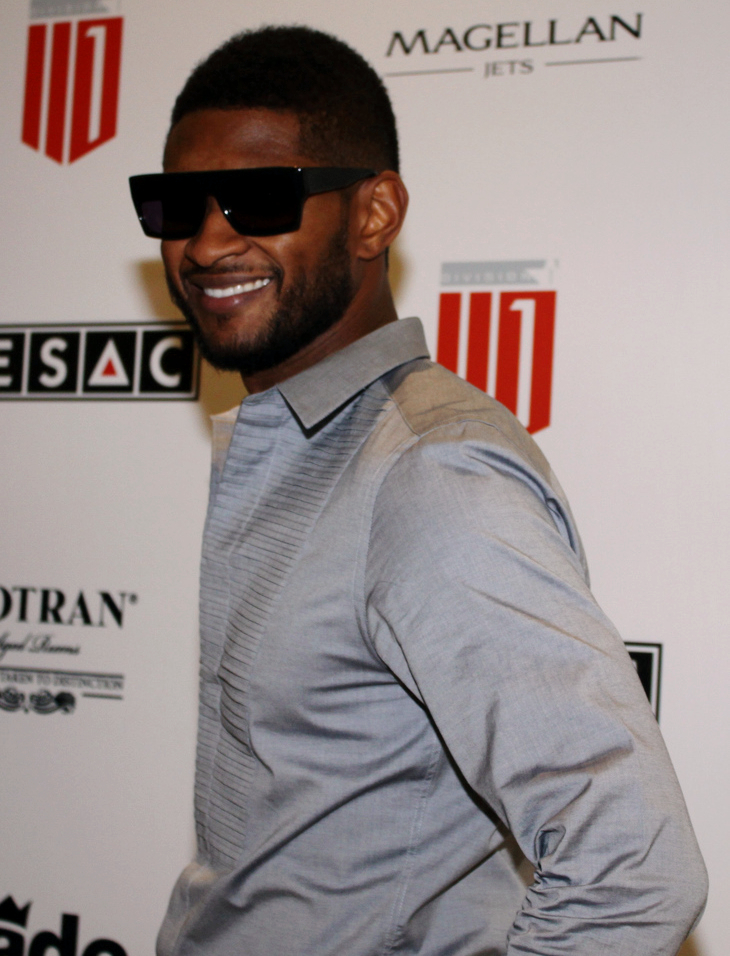
Zanger en acteur Usher (1978)

- Harrison Frazar (1971), golfspeler
- Grant Hill (1972), basketballer
- Christian Kane (1972), acteur en singer-songwriter
- Justin Leonard (1972), golfspeler
- Greg Vaughan (1973), acteur en model
- Samantha Buck (1974), actrice
- Amy Acker (1976), actrice
- Joseph Hahn (1977), dj en sampler van Linkin Park
- Darvis Patton (1977), atleet
- Jensen Ackles (1978), acteur
- Usher (1978), zanger en acteur

### 1980–1989
- Lane Garrison (1980), acteur
- Michael Urie (1980), acteur

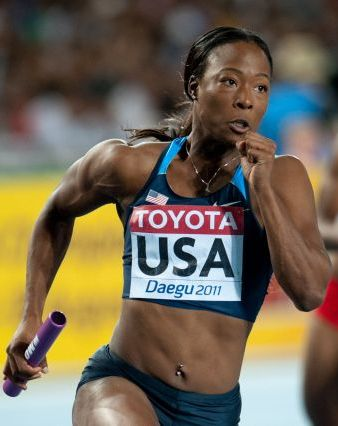
Atlete Marshevet Hooker (1984)

- Ryan Hunter-Reay (1980), autocoureur
- Josh Henderson (1981), acteur en zanger
- Bryce Dallas Howard (1981), actrice
- Tina Huang (1981), actrice
- Mark Salling (1982), acteur en zanger
- Taylor Vixen (1983), pornografisch actrice
- Chris Bosh (1984), basketballer
- Marshevet Hooker (1984), atlete
- Drew Moor (1984), voetballer
- Claire Donahue (1989), zwemster

### 1990–1999
- Jared Jeffrey (1990), voetballer
- Laura Sogar (1991), zwemster
- Nick Jonas (1992), zanger en acteur
- Anne Winters (1994), actrice
- Jaz Sinclair (1994), actrice
- Ashley Cain (1995), kunstschaatsster
- Noah Ringer (1997), acteur

### Vanaf 2000
- Tyrese Maxey (2000), basketballer
- Roderick Hampton (2001), basketballer
- Major Dodson (2003), (jeugd)acteur
- Kylie Rogers (2004), jeugdactrice